# Jacqueline Plass
Jacqueline Plass Wähling se desempeñó como directora nacional del Servicio Nacional de Turismo (2010) y como primera subsecretaria de Turismo (2011-2013) de su país, durante el primer gobierno de Sebastián Piñera. Luego, entre mayo de 2018 y marzo de 2019, ejerció como presidenta de la Casa de Moneda de Chile, entidad responsable de la impresión de billetes y acuñación de monedas. Tras su renuncia continuó en el organismo como Vicepresidenta, hasta abril de 2022.

## Familia y estudios
Realizó sus estudios superiores en la carrera de pedagogía en historia y geografía de la Pontificia Universidad Católica (PUC) y luego realizó un magíster en ciencias políticas en la misma universidad.

## Trayectoria profesional
Ha participado de la fundación y gestión de diversas instituciones que promueven el acceso a la información pública y a la justicia, la transparencia, innovación, el emprendimiento y la cultura en el país.
Entre otros, se desempeñó en la vicerectoría académica de la Universidad Diego Portales (UDP), como directora de la «Fundación Pro Bono», fundadora y directora de la «Fundación Pro Acceso», en la dirección ejecutiva de «Chile Transparente». como fundadora y directora ejecutiva del «Foro Innovación», como directora ejecutiva de CorpArtes, directora ejecutiva de Compromiso País (2018-2022) y directora de Propósito de Deloitte Chile.

## Trayectoria política
Políticamente independiente, a fines marzo de 2010 fue nombrada como directora nacional subrogante del Servicio Nacional de Turismo (Sernatur), bajo el primer gobierno del presidente Sebastián Piñera. En esa misma línea, en enero de 2011 fue designada, como titular de la recién creada Subsecretaria de Turismo, siendo la primera en ocupar dicho cargo. Lo abandonó en julio de 2013 por "razones personales", siendo reemplazada por Daniel Pardo López, que hasta entonces ejerció como director nacional de Sernatur. Luego asumió como directora ejecutiva de la Fundación CorpArtes.
Posteriormente, bajo el segundo gobierno de Sebastián Piñera, se desempeñó como asesora del ministro de Desarrollo Social, Alfredo Moreno Charme, siendo responsable del programa Compromiso País.
Paralelamente, el 12 de mayo de 2018, fue nombrada como presidenta de la Casa de Moneda. El 14 de marzo de 2019, la entidad informó a la Comisión para el Mercado Financiero (CMF) que en una sesión extraordinaria, renunció a su cargo como presidenta. Fue reemplazada por Fernando Zavala, quien se desempeñaba como director del organismo. Sin embargo, no dejó la institución tras su renuncia. Esto, porque en el mismo hecho esencial a la CMF, la sociedad anónima estatal comunicó que asumió en reemplazo de Matías Acevedo quien a su vez también pasó a ser director de la entidad.